# 내기초등학교 신영분교
내기초등학교 신영분교는 대한민국 경기도 평택시에 있었던 공립 초등학교이다.

## 학교 연혁
- 1960년 4월 1일: 신영국민학교 개교(설립인가 3월 23일)
- 1995년 3월 1일: 내기국민학교 신영분교로 편입
- 1996년 3월 1일: 내기초등학교 신영분교로 개칭
- 2024년 2월 29일 : 64년만에 폐교[2]

## 참고 자료
- 내기초등학교신영분교장 - 한국교육학술정보원 학교알리미